# الطوناب
قرية الطوناب هي إحدى القرى التابعة لمركز إدفو في محافظة أسوان في جمهورية مصر العربية.